# Persone di nome Giovanni/Cardinali
| Questa pagina contiene informazioni ricavate automaticamente dalle voci biografiche con l'ausilio del template Bio e di un bot. L'aggiornamento è periodico e automatico e ricostruisce completamente la pagina. Se manca una persona in questa lista, sei pregato di non aggiungerla, ma accertati piuttosto che la sua voce biografica contenga il template Bio e che i dati anagrafici siano correttamente compilati. Se il template Bio manca, inseriscilo tu stesso o, in alternativa, metti l'avviso {{tmp\|Bio}} che ne segnala la mancanza. Se i dati riportati sono sbagliati, correggi direttamente la voce biografica; le modifiche saranno visibili in questa lista entro pochi giorni. Per chiarimenti vedi il progetto antroponimi. La lista contiene solo le 135 persone che sono citate nell'enciclopedia e per le quali è stato implementato correttamente il template Bio. Pagina aggiornata al 6 ago 2025. |

Questa è una lista di persone presenti nell'enciclopedia che hanno il nome Giovanni e sono cardinali.

## A(7)
- Giovanni Vincenzo Acquaviva d'Aragona, cardinale e vescovo cattolico italiano (Napoli, n. 1490 - Atri, † 1546)
- Giovanni Aldobrandini, cardinale e vescovo cattolico italiano (Fano, n. 1525 - Roma, † 1573)
- Giovanni Battista Altieri, cardinale e vescovo cattolico italiano (Roma, n. 1589 - Narni, † 1654)
- Giovanni Battista Altieri, cardinale e arcivescovo cattolico italiano (Roma, n. 1673 - Roma, † 1740)
- Giovanni Andrea Archetti, cardinale e arcivescovo cattolico italiano (Brescia, n. 1731 - Ascoli Piceno, † 1805)
- Giovanni Archinto, cardinale italiano (Milano, n. 1736 - Milano, † 1799)
- Giovanni Arcimboldi, cardinale e arcivescovo cattolico italiano (Parma, n. 1426 - Roma, † 1488)

## B(21)
- Giovanni Alberto Badoer, cardinale e patriarca cattolico italiano (Venezia, n. 1649 - Brescia, † 1714)
- Giovanni Francesco Banchieri, cardinale italiano (Pistoia, n. 1694 - Roma, † 1763)
- Giovanni Carlo Bandi, cardinale e vescovo cattolico italiano (Cesena, n. 1709 - Imola, † 1784)
- Giovanni Battista Barni, cardinale e arcivescovo cattolico italiano (Lodi, n. 1676 - Ferrara, † 1754)
- Giovanni Barozzi, cardinale e patriarca cattolico italiano (n. 1420 - Venezia, † 1466)
- Giovanni Angelo Becciu, cardinale e arcivescovo cattolico italiano (Pattada, n. 1948)
- Giovanni Benelli, cardinale e arcivescovo cattolico italiano (Vernio, n. 1921 - Firenze, † 1982)
- Giovanni Antonio Benvenuti, cardinale e vescovo cattolico italiano (Belvedere Ostrense, n. 1765 - Osimo, † 1838)
- Giovanni di Tuscolo, cardinale italiano (Marsica - † 1119)
- Giovanni Francesco Biandrate di San Giorgio Aldobrandini, cardinale, vescovo cattolico e giurista italiano (Casale Monferrato, n. 1545 - Lucca, † 1605)
- Giovanni Boccamazza, cardinale e arcivescovo cattolico italiano (Roma - Avignone, † 1309)
- Giovanni Bona, cardinale e letterato italiano (Mondovì, n. 1609 - Roma, † 1674)
- Giovanni Vincenzo Bonzano, cardinale italiano (Castelletto Monferrato, n. 1867 - Roma, † 1927)
- Giovanni Borgia, cardinale e arcivescovo cattolico spagnolo (Valencia, n. 1470 - Fossombrone, † 1500)
- Giovanni Borgia, cardinale e arcivescovo cattolico spagnolo (Játiva, n. 1446 - Roma, † 1503)
- Giovanni Carlo Boschi, cardinale e arcivescovo cattolico italiano (Faenza, n. 1715 - Roma, † 1788)
- Giovanni Brunelli, cardinale e arcivescovo cattolico italiano (Roma, n. 1795 - Osimo, † 1861)
- Giovanni Ottavio Bufalini, cardinale e arcivescovo cattolico italiano (Città di Castello, n. 1709 - Montesicuro, † 1782)
- Giovanni Battista Bussi de Pretis, cardinale e vescovo cattolico italiano (Urbino, n. 1721 - Jesi, † 1800)
- Giovanni Battista Bussi, cardinale e arcivescovo cattolico italiano (Viterbo, n. 1755 - Benevento, † 1844)
- Giovanni Battista Bussi, cardinale e arcivescovo cattolico italiano (Viterbo, n. 1656 - Roma, † 1726)

## C(25)
- Giovanni Caccia Piatti, cardinale italiano (Novara, n. 1751 - Novara, † 1833)
- Giovanni Cagliero, cardinale, arcivescovo cattolico e compositore italiano (Castelnuovo d'Asti, n. 1838 - Roma, † 1926)
- Giovanni Canestri, cardinale e arcivescovo cattolico italiano (Castelspina, n. 1918 - Roma, † 2015)
- Giovanni Battista Caprara Montecuccoli, cardinale, arcivescovo cattolico e diplomatico italiano (Bologna, n. 1733 - Parigi, † 1810)
- Giovanni Costanzo Caracciolo, cardinale italiano (Cartagena de Indias, n. 1715 - Roma, † 1780)
- Giovanni Battista Casali del Drago, cardinale e patriarca cattolico italiano (Roma, n. 1838 - Roma, † 1908)
- Giovanni Castiglione, cardinale e vescovo cattolico italiano (Ischia di Castro, n. 1742 - Osimo, † 1815)
- Giovanni Castiglione, cardinale e vescovo cattolico italiano (Milano, n. 1420 - Macerata, † 1460)
- Giovanni di Castrocoeli, cardinale e arcivescovo cattolico italiano (Castrocielo - Benevento, † 1295)
- Giovanni Battista Castrucci, cardinale e arcivescovo cattolico italiano (Lucca, n. 1541 - Lucca, † 1595)
- Giovanni Giacomo Cavallerini, cardinale e arcivescovo cattolico italiano (Roma, n. 1639 - Roma, † 1699)
- Giovanni Cheli, cardinale e arcivescovo cattolico italiano (Torino, n. 1918 - Roma, † 2013)
- Giovanni Battista Cicala, cardinale e vescovo cattolico italiano (Genova, n. 1510 - Roma, † 1570)
- Giovanni Colombo, cardinale e arcivescovo cattolico italiano (Caronno Milanese, n. 1902 - Milano, † 1992)
- Giovanni Colonna, cardinale italiano (Roma - Avignone, † 1348)
- Giovanni Colonna, cardinale italiano (Roma, n. 1456 - Roma, † 1508)
- Giovanni Colonna, cardinale italiano (Roma - Roma, † 1245)
- Giovanni Colonna, cardinale italiano (Roma - Roma)
- Giovanni Francesco Commendone, cardinale e vescovo cattolico italiano (Venezia, n. 1524 - Padova, † 1584)
- Giovanni Battista Ghislieri, cardinale italiano (Roma, n. 1491 - Roma, † 1559)
- Giovanni Conti, cardinale e arcivescovo cattolico italiano (Roma, n. 1414 - Roma, † 1493)
- Giovanni Conti, cardinale italiano (Sutri - † 1182)
- Giovanni Coppa, cardinale e arcivescovo cattolico italiano (Alba, n. 1925 - Roma, † 2016)
- Giovanni Corner, cardinale italiano (Venezia, n. 1720 - Roma, † 1789)
- Giovanni Battista Costaguti, cardinale italiano (Roma, n. 1636 - Roma, † 1704)

## D(11)
- Giovanni Berardi, cardinale e arcivescovo cattolico italiano (Corcumello, n. 1380 - Roma, † 1449)
- Giovanni Battista Deti, cardinale e vescovo cattolico italiano (Ferrara, n. 1580 - Roma, † 1630)
- Giovanni Dolfin, cardinale, patriarca cattolico e drammaturgo italiano (Venezia, n. 1617 - Udine, † 1699)
- Giovanni Dominici, cardinale, arcivescovo cattolico e scrittore italiano (Firenze - Buda, † 1419)
- Giovanni Stefano Donghi, cardinale e vescovo cattolico italiano (Genova, n. 1608 - Roma, † 1669)
- Giovanni Doria, cardinale e arcivescovo cattolico italiano (Genova, n. 1573 - Palermo, † 1642)
- Giovanni da Ferentino, cardinale italiano (Ferentino - † 1217)
- Giovanni d'Aragona, cardinale e abate italiano (Napoli, n. 1456 - Roma, † 1485)
- Giovanni Domenico de Cupis, cardinale e vescovo cattolico italiano (Roma, n. 1493 - Roma, † 1553)
- Giovanni de Gregorio, cardinale italiano (Messina, n. 1729 - Messina, † 1791)
- Giovanni di Ragusa, cardinale croato (Ragusa - Losanna, † 1443)

## F(5)
- Giovanni Antonio Facchinetti de Nuce, cardinale italiano (Bologna, n. 1575 - Roma, † 1606)
- Giovanni Francesco Falzacappa, cardinale e arcivescovo cattolico italiano (Corneto, n. 1767 - Roma, † 1840)
- Giovanni Battista Ferrari, cardinale e arcivescovo cattolico italiano (Modena - Roma, † 1502)
- Giovanni Stefano Ferrero, cardinale e vescovo cattolico italiano (Biella, n. 1474 - Roma, † 1510)
- Giovanni Fieschi, cardinale e vescovo cattolico italiano (Genova - Roma, † 1381)

## G(7)
- Giovanni Maria Gabrielli, cardinale italiano (Città di Castello, n. 1654 - Caprarola, † 1711)
- Giovanni Filippo Gallarati Scotti, cardinale e arcivescovo cattolico italiano (Milano, n. 1747 - Orvieto, † 1819)
- Giovanni Francesco Gambara, cardinale italiano (Brescia, n. 1533 - Roma, † 1587)
- Giovanni XXIII, cardinale, vescovo cattolico e mercante italiano (Ischia - Firenze, † 1419)
- Giovanni Teodoro di Baviera, cardinale e vescovo cattolico tedesco (Monaco di Baviera, n. 1703 - Liegi, † 1763)
- Giovanni da Amelia, cardinale e arcivescovo cattolico italiano (Amelia, n. 1309 - Genova, † 1386)
- Giovanni Antonio Guadagni, cardinale e vescovo cattolico italiano (Firenze, n. 1674 - Roma, † 1759)

## L(4)
- Giovanni Lajolo, cardinale e arcivescovo cattolico italiano (Novara, n. 1935)
- Giovanni Girolamo Lomellini, cardinale italiano (Genova, n. 1607 - Roma, † 1659)
- Giovanni di Lorena, cardinale e arcivescovo cattolico francese (Bar-le-Duc, n. 1498 - Neuvy-sur-Loire, † 1550)
- Giovanni Battista Lugari, cardinale italiano (Roma, n. 1846 - Roma, † 1914)

## M(15)
- Benedetto X, cardinale e vescovo italiano († 1074)
- Giovanni Ottavio Manciforte Sperelli, cardinale italiano (Assisi, n. 1730 - Assisi, † 1781)
- Giovanni Francesco Marazzani Visconti, cardinale italiano (Piacenza, n. 1755 - Roma, † 1829)
- Giovanni di Cosimo I de' Medici, cardinale italiano (Firenze, n. 1543 - Livorno, † 1562)
- Giovanni Garzia Mellini, cardinale italiano (Firenze, n. 1562 - Roma, † 1629)
- Giovanni Battista Mellini, cardinale e vescovo cattolico italiano (Roma, n. 1405 - Roma, † 1478)
- Giovanni Mercati, cardinale, bibliotecario e bizantinista italiano (Reggio Emilia, n. 1866 - Città del Vaticano, † 1957)
- Giovanni Andrea Mercurio, cardinale e arcivescovo cattolico italiano (Messina, n. 1518 - Roma, † 1561)
- Giovanni Battista Mesmer, cardinale italiano (Milano, n. 1671 - Roma, † 1760)
- Giovanni Michiel, cardinale italiano (Venezia, n. 1446 - Roma, † 1503)
- Giovanni Migliorati, cardinale italiano (Sulmona - Bologna, † 1410)
- Giovanni Giacomo Millo, cardinale italiano (Casale Monferrato, n. 1695 - Roma, † 1757)
- Giovanni Minuzzo, cardinale italiano
- Giovanni Molin, cardinale e vescovo cattolico italiano (Venezia, n. 1705 - Brescia, † 1773)
- Giovanni Gerolamo Morone, cardinale e vescovo cattolico italiano (Milano, n. 1509 - Roma, † 1580)

## N(2)
- Giovanni Battista Nasalli Rocca di Corneliano, cardinale e arcivescovo cattolico italiano (Piacenza, n. 1872 - Bologna, † 1952)
- Giovanni Francesco Negroni, cardinale e vescovo cattolico italiano (Genova, n. 1629 - Roma, † 1713)

## O(1)
- Giovanni Battista Orsini, cardinale e vescovo cattolico italiano (Roma - Roma, † 1503)

## P(10)
- Giovanni Battista Pallavicini, cardinale e vescovo cattolico italiano (Genova, n. 1480 - Roma, † 1524)
- Giovanni Evangelista Pallotta, cardinale italiano (Caldarola, n. 1548 - Roma, † 1620)
- Giovanni Battista Maria Pallotta, cardinale italiano (Caldarola, n. 1594 - Roma, † 1668)
- Giovanni Giacomo Panciroli, cardinale italiano (Roma, n. 1587 - Roma, † 1651)
- Giovanni Panico, cardinale e arcivescovo cattolico italiano (Tricase, n. 1895 - Tricase, † 1962)
- Giovanni Paparoni, cardinale italiano (Roma - Roma)
- Giovanni Piacentini, cardinale e arcivescovo cattolico italiano (Parma - † 1404)
- Giovanni Piccolomini, cardinale e arcivescovo cattolico italiano (Siena, n. 1475 - Siena, † 1537)
- Giovanni Poggio, cardinale e vescovo cattolico italiano (Bologna, n. 1493 - Bologna, † 1556)
- Giovanni de Primis, cardinale, vescovo cattolico e abate italiano (Catania - Napoli, † 1449)

## Q(1)
- Giovanni Battista Quarantotti, cardinale italiano (Roma, n. 1733 - Roma, † 1820)

## R(5)
- Giovanni Battista Re, cardinale e arcivescovo cattolico italiano (Borno, n. 1934)
- Giovanni Battista Rezzonico, cardinale italiano (Venezia, n. 1740 - Roma, † 1783)
- Giovanni Ricci, cardinale italiano (Chiusi, n. 1497 - Roma, † 1574)
- Giovanni Maria Riminaldi, cardinale italiano (Ferrara, n. 1718 - Assisi, † 1789)
- Giovanni Rinuccini, cardinale italiano (Firenze, n. 1743 - Roma, † 1801)

## S(13)
- Giovanni Saldarini, cardinale e arcivescovo cattolico italiano (Cantù, n. 1924 - Milano, † 2011)
- Giovanni Battista Salerni, cardinale italiano (Cosenza, n. 1671 - Roma, † 1729)
- Giovanni Salviati, cardinale e vescovo cattolico italiano (Firenze, n. 1490 - Ravenna, † 1553)
- Giovanni Battista Savelli, cardinale italiano (Roma - Castel Gandolfo, † 1498)
- Giovanni Giacomo Schiaffinato, cardinale e vescovo cattolico italiano (Milano, n. 1451 - Roma, † 1497)
- Giovanni dei conti di Segni, cardinale italiano (Anagni - † 1213)
- Giovanni Serafini, cardinale italiano (Magliano Sabina, n. 1786 - Roma, † 1855)
- Giovanni Antonio Serbelloni, cardinale e vescovo cattolico italiano (Milano, n. 1519 - Roma, † 1591)
- Giovanni Simeoni, cardinale e arcivescovo cattolico italiano (Paliano, n. 1816 - Roma, † 1892)
- Giovanni Soglia Ceroni, cardinale italiano (Casola Valsenio, n. 1779 - Osimo, † 1856)
- Giovanni Battista Spinola, cardinale e vescovo cattolico italiano (Genova, n. 1681 - Albano, † 1752)
- Giovanni Domenico Spinola, cardinale e arcivescovo italiano (Genova, n. 1579 - Mazara del Vallo, † 1646)
- Giovanni Francesco Stoppani, cardinale italiano (Milano, n. 1695 - Roma, † 1774)

## T(3)
- Giovanni Tacci Porcelli, cardinale e arcivescovo cattolico italiano (Mogliano, n. 1863 - Roma, † 1928)
- Giovanni da Toledo, cardinale inglese († 1275)
- Giovanni Battista Tolomei, cardinale, filosofo e teologo italiano (Pistoia, n. 1653 - Roma, † 1726)

## U(1)
- Giovanni Urbani, cardinale e patriarca cattolico italiano (Venezia, n. 1900 - Venezia, † 1969)

## V(2)
- Giovanni II Casimiro di Polonia, cardinale polacco (Cracovia, n. 1609 - Nevers, † 1672)
- Giovanni Alberto Vasa, cardinale e vescovo cattolico polacco (Varsavia, n. 1612 - Padova, † 1634)

## Z(2)
- Giovanni Battista Zauli, cardinale italiano (Faenza, n. 1743 - Roma, † 1819)
- Giovanni Battista Zeno, cardinale italiano (Venezia - Padova, † 1501)